# 杨善德

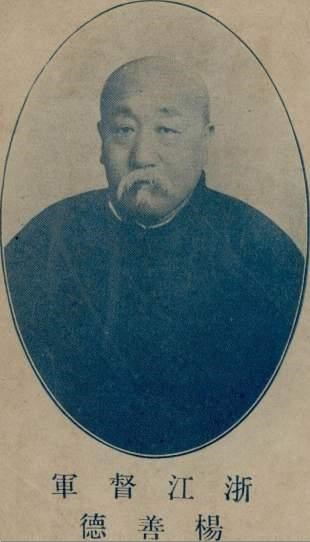
杨善德

杨善德（1873年—1919年8月13日），字树棠，安徽省怀宁县人，中华民国军事将领。

## 生平
1879年（光緒5年），杨善德投军，1885年（光緒11年）入北洋武備学堂，毕业后入新建陸军。1904年（光緒30年），任北洋常备军第二鎮第5標標統、1906年（光緒32年），任陆军第四鎮第7協協統、1908年（光緒34年），任浙江新軍混成協協統、1910年（宣統2年），任浙江編練新軍陸軍第二十一鎮下屬之陸軍第41協協統。1911年（宣統3年），回任陆军第四鎮第7協協統。
中華民国成立後，随着军制改革，陆军第四镇改为陆军第4师，杨善德升任该师师長，驻师马厂。1913年（民国2年）二次革命，奉袁世凯命出征南京，战后9月，任江苏松江鎮守使。1915年（民国4年）11月，上海鎮守使郑汝成被革命党暗杀后，杨善德暫行兼署上海镇守使，不久，改任松滬护军使兼江苏军务会办。袁世凯称帝，12月21日，杨善德获封一等伯。
袁世凱死後，楊善德归属段祺瑞领导的皖系。1917年（民国6年）1月1日，被任命为浙江督軍。5月23日，国務总理段祺瑞被大总統黎元洪罢免职务后，拥护段祺瑞的楊善德与浙江省长齐耀珊于30日宣告浙江省独立。中華民國國會解散，张勋入京調停政爭後，6月20日，楊善德取消浙江独立。
1919年（民国8年）8月13日，楊善德在任内病逝。享年47岁。翌日，北京政府追赠其陸軍上将。

## 家庭
- 父：楊叙倫
- 長兄：楊善成
- 二兄：楊善有
- 三兄：楊善信